# Biggings (Foula)

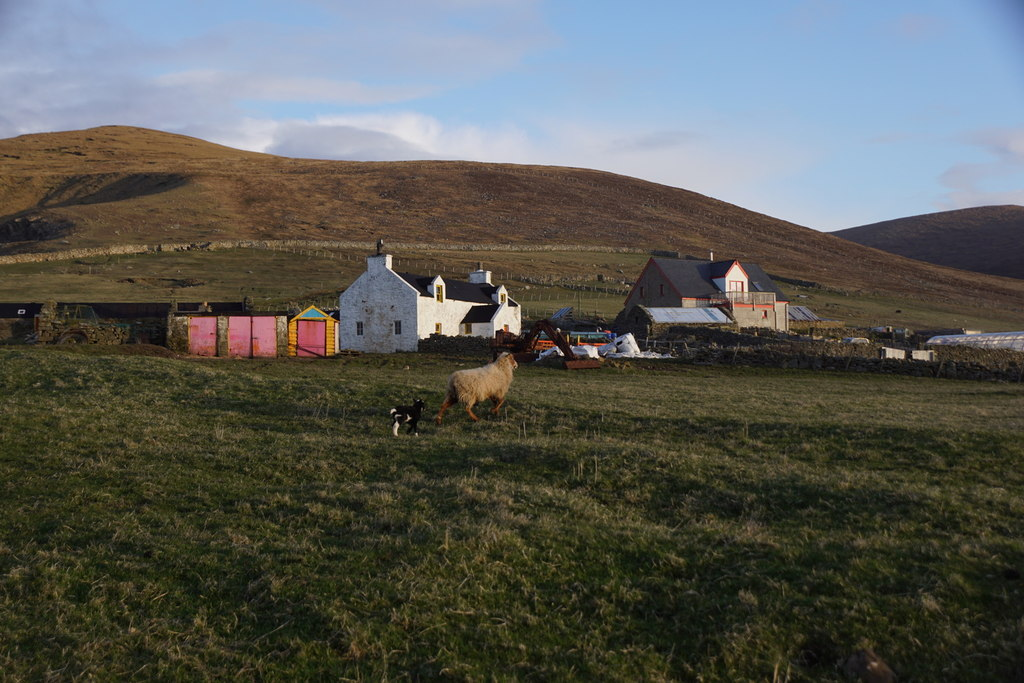
Blick auf den Ort

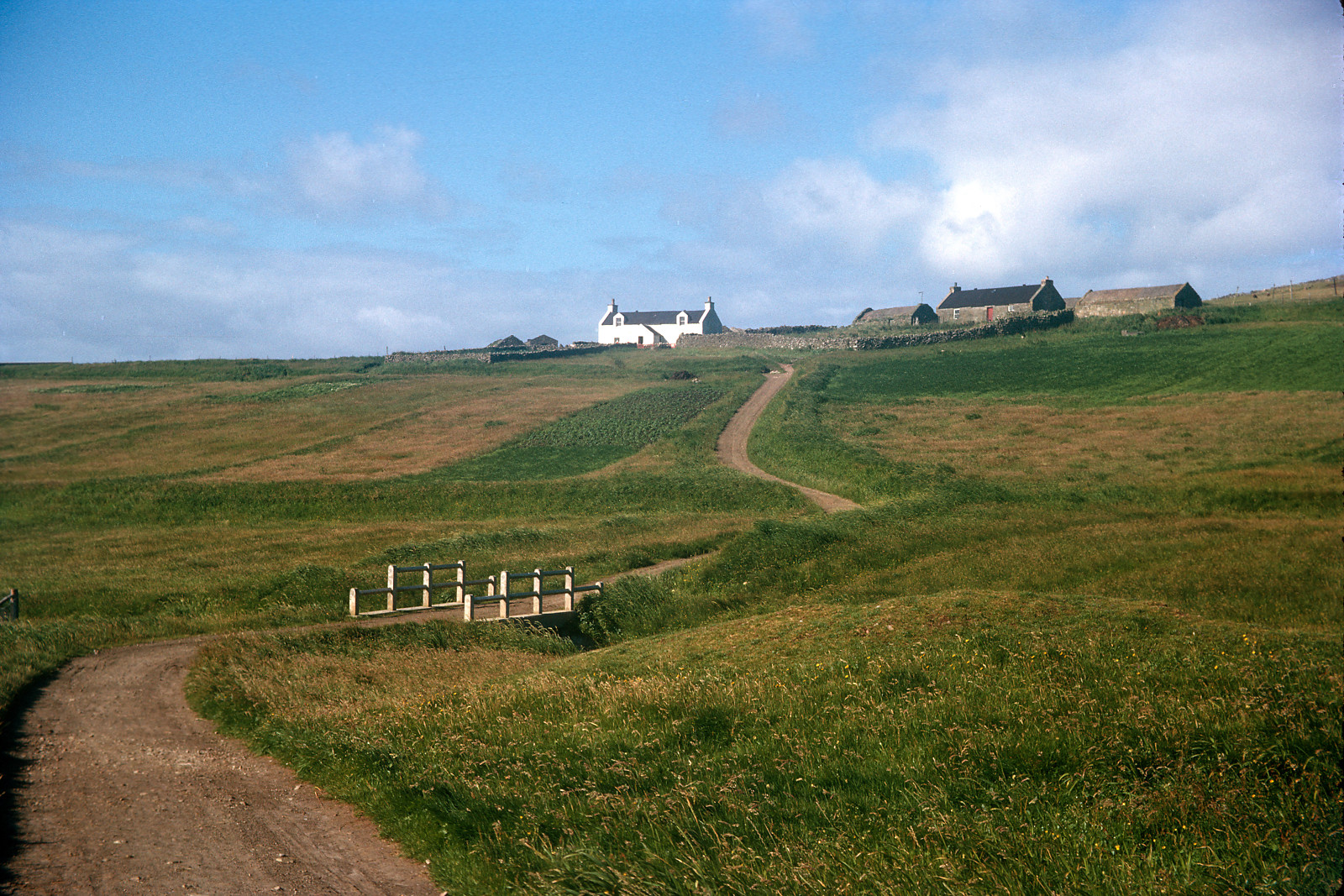
Straße nach Biggins

Biggings ist eine kleine Ortschaft, die in Schottland im Westen der Shetlandinseln liegt.

## Geographie
Biggings (auch Da Biggings) liegt im Süden der Insel Foula. Sie befindet sich südwestlich von Mainland, der Hauptinsel der Shetlands.
Die Häuser von Biggings, in denen Crofter leben, stehen in einer etwas erhöhten Lage nordöstlich der Bucht Helliberg’s Wick. In Richtung des Inneren der Insel liegt die Ortschaft Hametoun.

## Historisches
Im Rahmen der historischen Gliederung Schottlands in Civil Parishes zählt Biggins zu Walls and Sandness.